# 埃登 (伊利諾伊州蘭道夫縣)
埃登（英語：Eden）是位於美國伊利諾伊州蘭道夫縣的一個非建制地區。該地的面積和人口皆未知。

## 地理
埃登的座標為38°07′14″N 89°40′03″W / 38.12056°N 89.66750°W，而該地的平均海拔高度為163米（即535英尺）。